# Селайда (Каліфорнія)
Селайда (англ. Salida) — переписна місцевість (CDP) в США, в окрузі Станіслаус штату Каліфорнія. Населення — 13 886 осіб (2020).

## Географія
Селайда розташована за координатами 37°42′56″ пн. ш. 121°5′15″ зх. д. / 37.71556° пн. ш. 121.08750° зх. д. (37.715505, -121.087515).  За даними Бюро перепису населення США в 2010 році переписна місцевість мала площу 14,43 км², з яких 13,78 км² — суходіл та 0,65 км² — водойми.

## Демографія
Згідно з переписом 2010 року, у переписній місцевості мешкали 13 722 особи в 3933 домогосподарствах у складі 3353 родин. Густота населення становила 951 особа/км².  Було 4204 помешкання (291/км²).
Расовий склад населення:
| - 61,8 % — білих - 4,9 % — азіатів - 3,2 % — чорних або афроамериканців - 0,8 % — корінних американців - 0,6 % — вихідців з тихоокеанських островів - 22,8 % — осіб інших рас |

До двох чи більше рас належало 5,9 %. Частка іспаномовних становила 46,8 % від усіх жителів.
За віковим діапазоном населення розподілялося таким чином: 32,0 % — особи молодші 18 років, 61,7 % — особи у віці 18—64 років, 6,3 % — особи у віці 65 років та старші. Медіана віку мешканця становила 31,2 року. На 100 осіб жіночої статі у переписній місцевості припадало 102,6 чоловіків;  на 100 жінок у віці від 18 років та старших — 100,5 чоловіків також старших 18 років.
Середній дохід на одне домашнє господарство  становив 78 373 долари США (медіана — 69 033), а середній дохід на одну сім'ю — 81 233 долари (медіана — 70 308). Медіана доходів становила 43 257 доларів для чоловіків та 42 197 доларів для жінок. За межею бідності перебувало 8,7 % осіб, у тому числі 13,0 % дітей у віці до 18 років та 4,0 % осіб у віці 65 років та старших.
Цивільне працевлаштоване населення становило 6300 осіб. Основні галузі зайнятості: роздрібна торгівля — 22,5 %, освіта, охорона здоров'я та соціальна допомога — 19,2 %, будівництво — 10,4 %, виробництво — 9,3 %.